# Brachyneurina xylophila
Brachyneurina xylophila är en tvåvingeart som beskrevs av Boris Mamaev 1967. Brachyneurina xylophila ingår i släktet Brachyneurina och familjen gallmyggor. Inga underarter finns listade i Catalogue of Life.